# Championnat d'Antigua-et-Barbuda de football
Le championnat d'Antigua-et-Barbuda de football (Premier League) a été créé en 1968.

## Histoire
Le championnat est historiquement dominé par l'Empire FC (13 titres) qui connaît deux âges d'or : dans les années 1970 avec six championnats d'affilée remportés entre 1969 et 1975 et à la fin des années 1990 avec quatre succès consécutifs acquis entre 1997 et 2001.
L'Empire perd de sa superbe dans les années 2000 au profit d'autres clubs qui s'imposent sur la scène nationale, dont le Parham FC (6 titres) ou le Bassa SC (5).

## Les clubs de l'édition 2022-2023
Seize équipes disputent le championnat d'Antigua-et-Barbuda en 2022-2023, elles sont toutes situées sur l'île d'Antigua.
| \| Saint John's: Aston Villa Empire FC Hoppers FC Old Road FC Ottos Rangers Tryum FC Grenades Swetes FC Five Islands Liberta All Saints Parham Pigotts SAP Blue Jays Willikies Saint John's \| Localisation des clubs. |
| Saint John's: Aston Villa Empire FC Hoppers FC Old Road FC Ottos Rangers Tryum FC Grenades Swetes FC Five Islands Liberta All Saints Parham Pigotts SAP Blue Jays Willikies Saint John's                               |

| Équipe                 | Ville             | Stade                          |
| ---------------------- | ----------------- | ------------------------------ |
| Grenades FC (en)       | Jennings (en)     | Antigua Recreation Ground (en) |
| Hoppers FC             | Saint John's      | Antigua Recreation Ground      |
| Ottos Rangers          | Saint John's      | Antigua Recreation Ground      |
| Pigotts Bullets (en)   | Piggotts (en)     | Pigotts Sports Ground          |
| Swetes FC              | Swetes (en)       | Antigua Recreation Ground      |
| Old Road FC            | Saint John's      | Antigua Recreation Ground      |
| All Saints United (en) | All Saints        | Mock Pond Playing Field        |
| Liberta SC             | Liberta           | Kennedy's Sports Complex       |
| Parham FC              | Parham            | Antigua Recreation Ground      |
| Five Islands (en)      | Five Islands (en) | Five Islands School Ground     |
| Empire FC              | Saint John's      | ABFA Technical Center          |
| SAP FC                 | Bolands (en)      | Bolands Playing Field          |
| Aston Villa            | Saint John's      | Antigua Recreation Ground      |
| Tryum FC (en)          | Saint John's      | Antigua Recreation Ground      |
| Blue Jays FC           | Cedar Grove (en)  | ABFA Technical Center          |
| Willikies FC           | Willikies (en)    | Antigua Recreation Ground      |

## Palmarès
- 1969-1970 : Empire FC (Gray's Farm)
- 1970 : Empire FC (Gray's Farm)
- 1971 : Empire FC (Gray's Farm)
- 1972 : Empire FC (Gray's Farm)
- 1973 : Empire FC (Gray's Farm)
- 1974-1975 : Empire FC (Gray's Farm)
- 1975-1976 : Supa Stars
- 1976-1977 : Supa Stars
- 1977-1978 : Five Islands
- 1978-1979 : Empire FC (Gray's Farm)
- 1979 à 1982: Champion inconnu
- 1983 : Lion Hill Spliff FC (St. John's)
- 1983-1984 : Villa Lions FC (St. John's)
- 1984-1985 : Liberta SC
- 1985-1986 : Villa Lions FC (St. John's)
- 1986-1987 : Liberta FC
- 1987-1988 : Empire FC (Gray's Farm)
- 1988-1989 : Champion inconnu
- 1989-1990 : J and J Construction (Parham)
- 1990-1991 : Champion inconnu
- 1991-1992 : Empire FC (Gray's Farm)
- 1992-1993 : Champion inconnu
- 1993-1994 : Lion Hill Spliff FC (St. John's)
- 1994-1995 : English Harbour FC
- 1995-1996 : English Harbour FC
- 1996-1997 : English Harbour FC
- 1997-1998 : Empire FC (Gray's Farm)
- 1998-1999 : Empire FC (Gray's Farm)
- 1999-2000 : Empire FC (Gray's Farm)
- 2000-2001 : Empire FC (Gray's Farm)
- 2001-2002 : Parham FC
- 2002-2003 : Parham FC
- 2003-2004 : Bassa SC (All Saint's)
- 2004-2005 : Bassa SC (All Saint's)
- 2005-2006 : SAP FC (Bolans)
- 2006-2007 : Bassa SC (All Saint's)
- 2007-2008 : Bassa SC (All Saint's)
- 2008-2009 : SAP FC (Bolans)
- 2009-2010 : Bassa SC (All Saint's)
- 2010-2011 : Parham FC
- 2011-2012 : Old Road FC
- 2012-2013 : Old Road FC
- 2013-2014 : SAP FC (Bolans)
- 2014-2015 : Parham FC
- 2015-2016 : Hoppers FC
- 2016-2017 : Parham FC
- 2017-2018 : Hoppers FC
- 2018-2019 : Liberta SC
- 2019-2020 : Compétition abandonnée
- 2020-2021 et 2021-2022 : Compétition non tenue
- 2022-2023 : Grenades FC (en)
- 2023-2024 : All Saints

## Bilan par club
- 13 titres : Empire FC (Gray's Farm).
- 6 titres : Parham FC (inclus le titre de 1989-1990 obtenu sous le nom de J and J Construction).
- 5 titres : Bassa SC (All Saint's).
- 3 titres : SAP FC (Bolans), English Harbour FC, Liberta SC.
- 2 titres : Supa Stars, Villa Lions FC (St. John's), Lion Hill Spliff (St. John's), Old Road FC, Hoppers FC.
- 1 titre : Five Islands, Grenades FC (en), All Saints.